# Rats-Apotheke (Magdeburg)

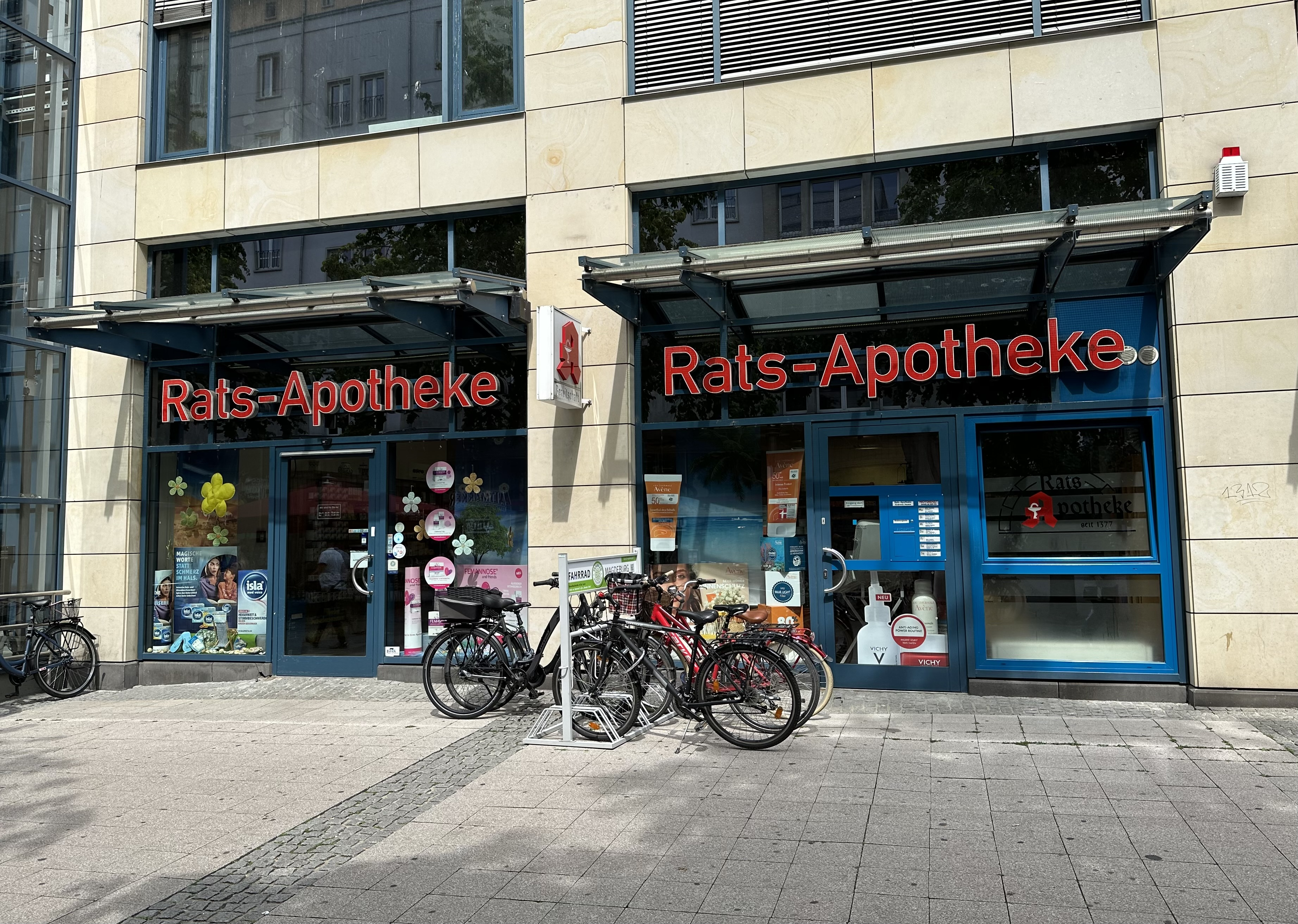
Rats-Apotheke im Jahr 2023

Die Rats-Apotheke ist eine Apotheke in Magdeburg in Sachsen-Anhalt.

## Lage
Die Apotheke befindet sich an der Adresse Ulrichplatz 2 in der Magdeburger Altstadt. Über viele Jahrhunderte hinweg befand sich der Sitz jedoch auf der Nordseite des Alten Markts an der ehemaligen Adresse Alter Markt 23. Heute befindet sich in diesem Bereich etwa das Gebäude Alter Markt 9 mit der Bötelstube. Östlich grenzte dort lange die ebenfalls traditionsreiche Löwen-Apotheke (Alter Markt 22) an.

## Geschichte

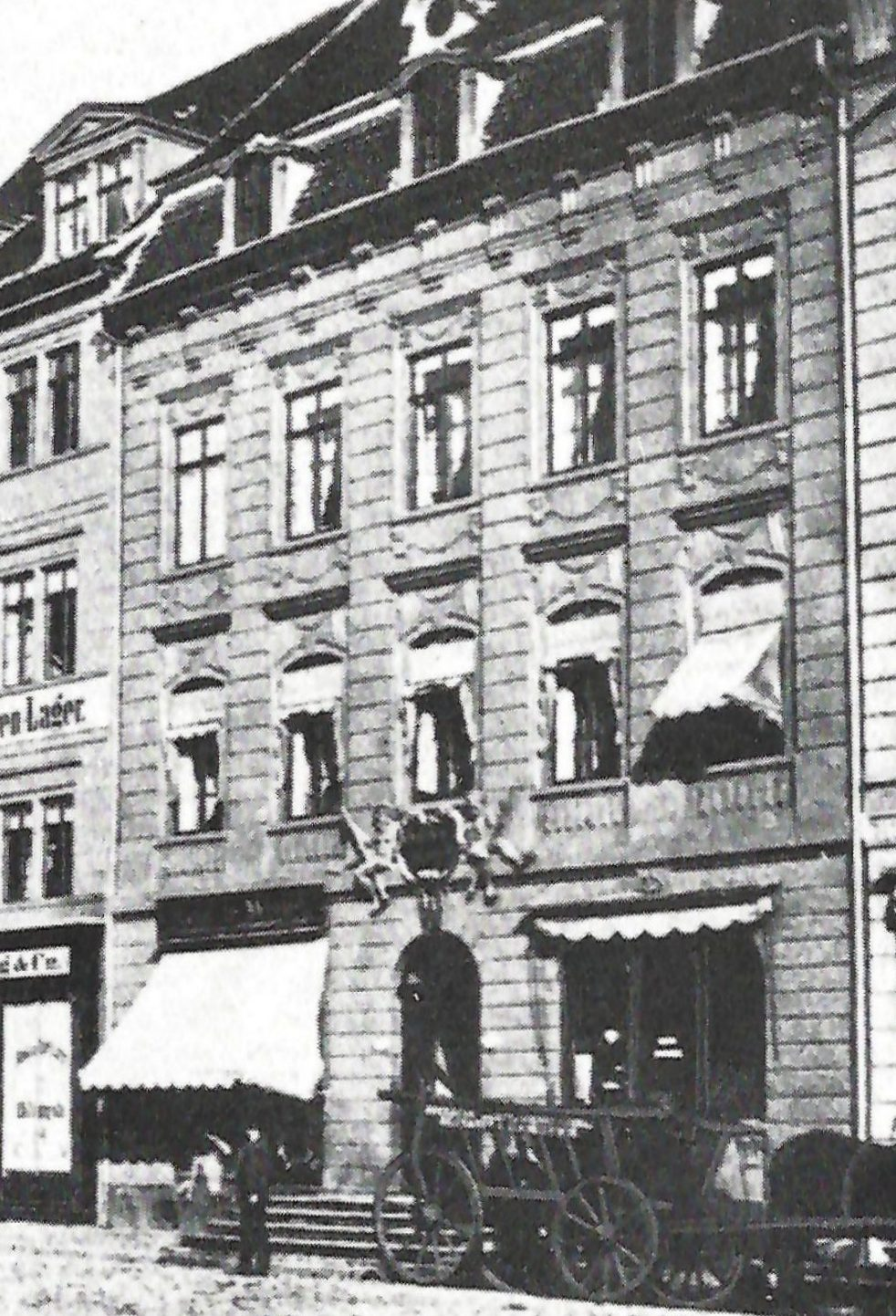
Fotoausschnitt, etwa 1850 bis 1870

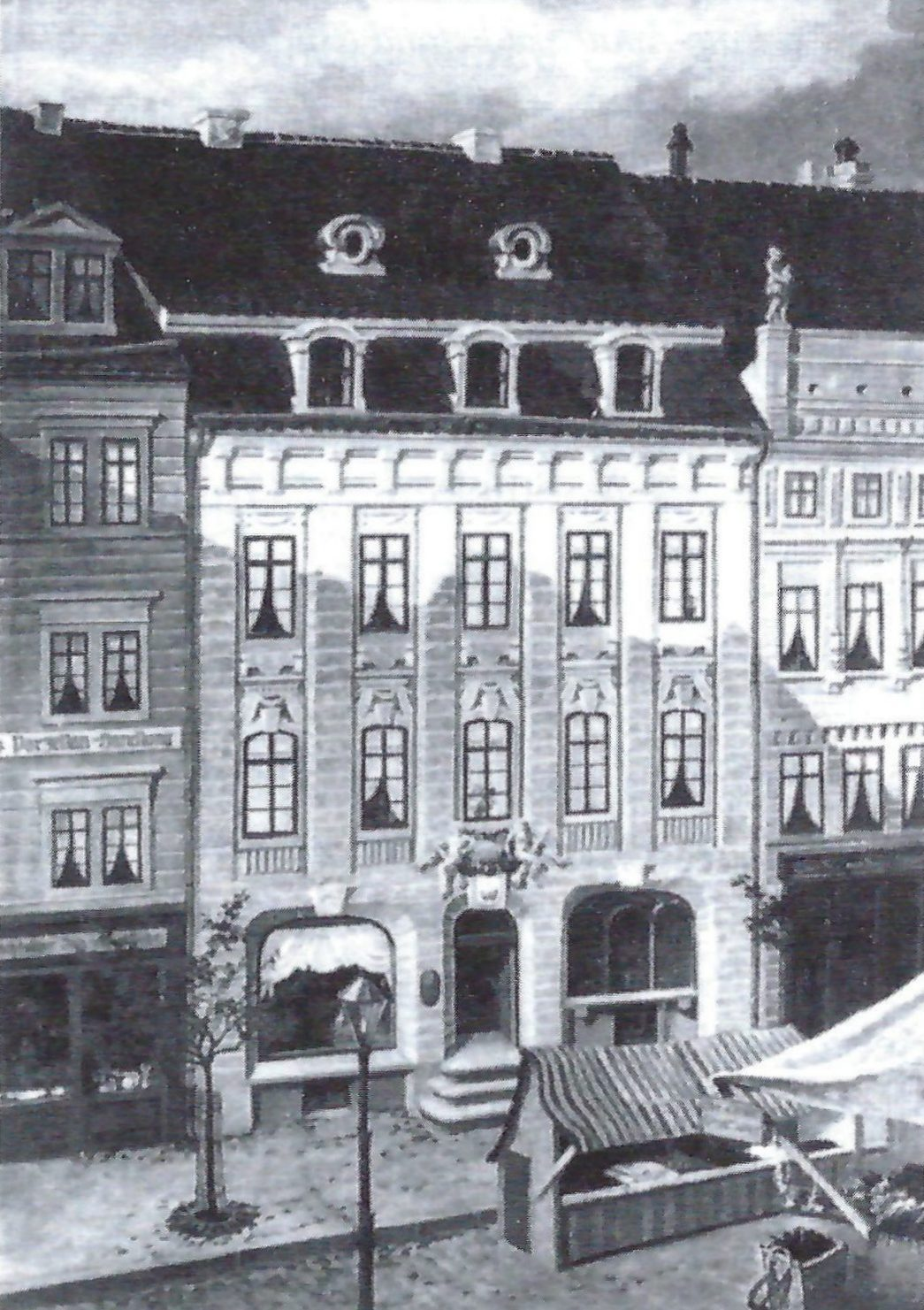
Rats-Apotheke im Jahr 1870, Alter Markt 23

Die Rats-Apotheke führt ihre Gründung bis auf das Jahr 1377 zurück. Zunächst bestand die Apotheke dabei als freies Gewerbe. 1576 brachte der Magdeburger Rat das Apothekenwesen unter seine Kontrolle und es wurde eine Rats-Apotheke, schon an ihrem traditionellen Standort Alter Markt 23, dem Haus zum Papagoyen, eingerichtet. Eine Apothekerordnung und Taxe wurde am 6. April 1577 erlassen, sie führte unter anderem etwa 1500 bis 1600 Stoffe mit ihren jeweils festgesetzten Preisen auf. Zu den Stoffen gehörten Metalle, Farbstoffe, Erden, (Edel)steine, Salze, Wurzeln, Blätter, Blumen, Samen, Früchte, Hölzer, Rinden, Schalen, Gummi, Harze, Wässer, Säfte, Öle, Sirupe, Zucker und tierische Produkte wie Bibergeil, Spanische Fliegen, Hirschhorn und Wallrath. Weiterhin wurden heute völlig ungewöhnliche, in der damaligen Zeit jedoch für Apotheken übliche Dinge wie präparierter Menschenschädel, gebrannter Krebs, gebrannter Kuckuck, gebrannte Hasenhaare, präparierte Regenwürmer, Natternhaut und -kopf und ähnliches angeboten. Es gab Fett der verschiedensten Tiere, aber auch Menschenfett. Außerdem wurden Pulver sehr vieler Pflanzenarten aber auch vom Menschenhirn, Hirschblut, Hühnermagen, Hechtaugen, Mumie und Wolfsleber gehandelt. Theriak, das universelle Mittel der Zeit, wurde genauso geführt, wie Manus Christi und das Kaiserpulver gegen die Pest sowie weitere, gegen bestimmte Krankheiten, wie Koliken, Epilepsie Augenleiden etc. vorgesehene Pulver.
Neben der Produktion und dem Handel von Medikamenten wurden auch Gewürze, Konfekte, Süß- und feine Esswaren hergestellt und vertrieben. Für diverse Produkte z. B. auch Rhabarber hatte die Apotheke ein Monopol.
Der jeweilige Apotheker erhielt ein städtisches Gehalt. Von 1613 bis 1621 war Heinrich Lossius Apotheker. Er bezog 1614 ein Gehalt von 600 Gulden zuzüglich zwei Wispel Roggen, freie Heizung und Beleuchtung sowie Freiheit von Abgaben. Schon vor 1626 und bis zu seinem Tode im Jahr 1647 war Ulrich von Döhren Rats-Apotheker.
Andere Angaben nennen Johann von Remünd als kurzzeitigen Apotheker, dem dann Georg Daurer nachgefolgt wäre, der auch zum Zeitpunkt der Zerstörung Magdeburgs im Jahr 1631 Rats-Apotheker gewesen sein soll. Dabei wurde auch die Apotheke zerstört, die Daurer dann mit eigenen Mitteln 1634 an gleicher Stelle wieder eingerichtet hätte. Da der Magistrat ihm die Kosten jedoch nicht ersetzt habe, wäre er 1638 nach Hamburg gegangen. Die Stadt Magdeburg kaufte ihm das Inventar und die Waren ab.
Andere Angaben gehen davon aus, dass die Apotheke erst 1640 durch Ulrich von Döhren wieder in Betrieb genommen wurde, der sie zumindest seit diesem Zeitpunkt betrieb. Die Kunden stammten zu diesem Zeitpunkt über das Stift Magdeburg hinaus aus der gesamten Region bis zur Altmark und dem Jerichower Land. Mit von Döhren wurden 1643 ordentliche Pachtverhältnisse eingeführt. Die Pachtzeit betrug nun drei Jahre, die stillschweigend verlängert werden konnte. Der Pachtzins betrug 200 Taler. Nach dem Tod Ulrich von Döhrens im Jahr 1648 führte seine Witwe das Pachtverhältnis weiter.
Gegen Erstattung von 1240 Talern Baukosten übernahm 1649 Administrator Christoph Schinck(e) die Apotheke, der die Witwe Döhrens 1656 heiratete. Nach seinem Tod 1657, nach anderen Angaben 1659, beauftragte die Witwe Administrator Daniel Sebastian Lange, der das Amt bis 1664 versah und dann kündigte. Er hatte diverse Auseinandersetzungen mit dem Stadtphysikus.
1662 befand sich die Hinterausfahrt der Apotheke zwischen dem Grundstück Alter Markt 24 und Buttergasse 1. Zwischen dem Grundstück der Rats-Apotheke und dem westlichen Nachbargrundstück Alter Markt 24 stand bis in das 17. Jahrhundert der Apothekerturm.
Bis 1662 war die Rats-Apotheke die einzige Apotheke der Stadt, da der Rat keine weiteren Erlaubnisse erteilt hatte, um so das Monopol seiner eigenen Apotheke zu schützen. Bedingt wohl auch durch die Auseinandersetzungen zwischen Rats-Apotheker Lange und dem Stadtphysikus, wurde dann zunächst eine weitere Apotheke zugelassen. 1659 hatte die Pächterin dies noch mittels Protest verhindern können, 1662 wurde jedoch durch Bürgermeister Otto von Guericke die Grünebaum-Apotheke, spätere Hof-Apotheke zugelassen. Als Rats-Apotheker folgten von 1664 bis 1676 Ulrich von Döhren junior, 1677 bis 1684 Johann Otto Kramer. Der jeweilige Pachtzeitraum betrug weiterhin drei Jahre. Die Pacht von 100 Talern sollte erlassen werden, falls bis 1680 die Wohnung wieder hergestellt würde. In der Zeit von 1681 bis 1684 durfte der ehemalige Geselle der Rats-Apotheke, Konrad Schreck, bedingt durch die Pest, temporär eine weitere Apotheke eröffnen, deren Name jedoch nicht überliefert ist. Kramer beschwerte sich hiergegen erfolglos. Auch nach Ablauf der Dreijahres-Frist durfte Schreck weiter machen. Kramer kündigte hierauf noch 1684. Konrad Schreck übernahm dann die Rats-Apotheke, seine andere Apotheke wurde eingezogen. Er blieb bis 1699 Rats-Apotheker. Es folgte von 1699 bis 1720 Thomas Dietrich Oloff nach, der 1720 die Hof-Apotheke erwarb. Die Rats-Apotheke ging an Oloffs Schwiegersohn, den Apotheker Reimann, der jedoch 1725 verstarb. Sein Nachfolger wurde Johann Georg Carl Köppen. Noch bis 1731, andere Angaben nennen das Jahr 1747 war der Rat Eigentümer des Hauses und auch der Apotheke. Bedingt durch finanzielle Zwänge verkaufte die Stadt die Apotheke für 2000 Taler und einen jährlichen Kanon von 200 Talern an Köppen.
Köppen veräußerte die Apotheke 1750 an Conrad Gottfried Cahlo, der sie 1770 an Johann Christian Caesar verkaufte. Im Jahr 1788 ging sie an Johann August Tobias Michaelis. Als Personal der Apotheke wurde 1798 neben dem Apotheker zwei Gehilfen und zwei Lehrlinge genannt.
Bis 1808 musste die Rats-Apotheke, beruhend auf einer vertraglichen Regelung von 1730, einen Kanon von jährlich 100 Talern an die Stadt zahlen. Sie hatte jedoch zugleich, auch nach ihrer Privatisierung, das Monopol für die Versorgung aller städtischen Anstalten, wie Arbeits-, Armen-, Stadt-, Waisen- und Zuchthaus, aber auch Kur- und Irrenanstalt sowie Zitadelle. Ab 1808 wurde mit Gültigkeit der neuen Westphälischen Verfassung durch einen Beschluss des Stadtrates der Kanon für die Rats-Apotheke auf 40 Taler gesenkt, zugleich entfiel jedoch das Monopol, so dass die Einrichtungen nun durch alle Apotheken beliefert wurden. Für die Einrichtungen galt ein um 25 % verminderter Taxpreis.
1833/1834 war die Zahl der Mitarbeiter auf vier Gehilfen, zwei Lehrlinge und zwei Arbeitsleute angestiegen. 1836/1837 waren es, bedingt durch wirtschaftliche Schwierigkeiten der Apotheken in Magdeburg, nur noch zwei Gehilfen, zwei Lehrlinge und ein Arbeitsmann. Die Einnahmen beliefen sich im Jahr 1841 auf 7670 Reichsmark, stiegen 1842 auf 8010 Reichsmark an, um im darauffolgenden Jahr wieder auf 7573 Reichsmark abzusinken.
Karl Gustav Blell übernahm 1876 die Rats-Apotheke. Er verlegte am 1. April 1883 ihren Standort an die Adresse Breiter Weg 261. Dort bestand sie bis 1945.
Während des Ersten Weltkriegs ergaben sich durch den Einzug von Mitarbeitern zum Wehrdienst erhebliche Personalprobleme. Der Rats-Apotheke blieb nur einer von vier Mitarbeitern. Im Zweiten Weltkrieg war die Rats-Apotheke vom 1. April 1940 bis 31. März 1942 Lehrapotheke für Apothekerpraktikanten. Die Apotheke wurde im Krieg völlig zerstört.
Auch das Gebäude am historischen Standort am Alten Markt wurde zerstört. Der erhaltene dreischiffige Keller des Hauses wurde zur Beseitigung der auf dem Alten Markt lagernden Schuttmassen im Jahr 1946 gesprengt.
Am 15. September 1958 wurde die Apotheke in der Wilhelm-Pieck-Allee, dem heutigen Ulrichplatz, neu eröffnet. Sie galt als die größte Apotheke Deutschlands. Sie umfasste auf drei mit einem Fahrstuhl verbundenen Etagen eine Fläche von 623 m². Das Offizin der Ratsapotheke hatte eine Größe von allein 177 m². 1960 übernahm Dieter Heise die Leitung, die er bis zu seiner Pensionierung 1983 innehatte. 1974 erfolgten Renovierungsarbeiten. Auch nach der politischen Wende des Jahres 1989 bestand die Apotheke am gleichen Ort, jetzt mit der Adresse Ulrichplatz 9 fort. Inhaber dort war im Jahr 2005 Andreas Haese.
Heute (Stand 2024) befinden sich die Geschäftsräume im modernen Gebäude Ulrichplatz 2.